# Bárbaros
O bárbaro (do grego: "βάρβαρος": "não grego") é um termo pejorativo utilizado para referir-se a uma pessoa tida como não-civilizada e também para referir-se a um membro de uma determinado grupo étnico/nação, geralmente uma sociedade tribal, visto por uma civilização urbana como sendo inferiores, ou admirados como nobres selvagens. De maneira idiomática ou figurativa, o termo também pode se referir individualmente a uma pessoa bruta, cruel e, insensível.

## Etimologia
O termo se originou da palavra do grego antigo βάρβαρος (barbaros) e significa "não grego"; pois os gregos antigos tinham uma expressão, "πας μη Ελλην βαρβαρος", que significa literalmente "quem não é grego é um bárbaro". Na Antiguidade, os gregos utilizavam-no para se referir aos povos estrangeiros do Império Aquemênida; em períodos posteriores, passaram a utilizá-lo para se referir aos turcos, de uma maneira claramente pejorativa. Conceitos semelhantes podem ser encontrados em diversas civilizações não-europeias. No Império Romano, os romanos utilizavam o termo para se referir aos povos germânicos, celtas, iberos, trácios e persas.

## Origem dos bárbaros

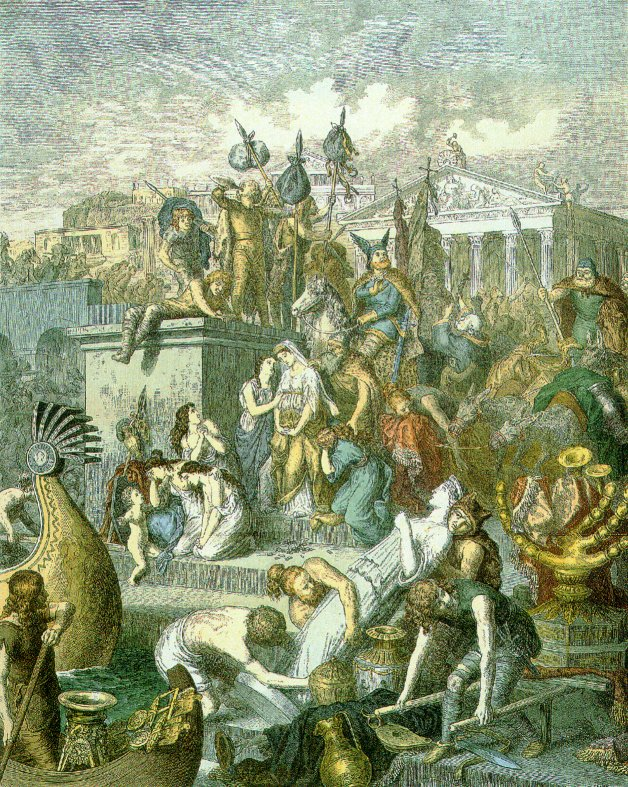
Saque de Roma pelos Vândalos, em
Por Heinrich Leutemann

A palavra "bárbaro" era como os gregos designavam os estrangeiros, povos cuja língua materna não era a língua grega, principiou por ser uma alusão aos persas, cujo idioma cultural os gregos entendiam como "bar-bar-bar". Os romanos também passaram a ser chamados de bárbaros pelos gregos.
Porém, foi no Império Romano que a expressão passou a ser usada com a conotação de "não-romano" ou "incivilizado". O preconceito perante os povos que não compartilhavam os mesmos hábitos e costumes é natural dos habitantes dos grandes centros econômicos, sociais e culturais, e caracteriza-se pelo etnocentrismo. Atualmente, a expressão "bárbaro" significa não civilizado, brutal ou cruel. Era um termo pejorativo que não condizia com a realidade pois, apesar de não compartilharem de alguns aspectos da cultura romana e não falarem o latim, tais povos tinham cultura e costumes próprios.
Cada um dos povos chamados "bárbaros" era bastante distinto e esta designação abrangia tanto os hunos, de origem oriental, como povos germânicos, como os godos, e celtas, como os gauleses.
Particularmente foram chamados de bárbaros os povos de origem germânica que, entre 409 e 711, nas migrações dos povos bárbaros, invadiram o Império Romano do Ocidente, causando sua queda em 476 d.C.
As invasões ocorreram em duas ondas principais. A primeira com penetração dos bárbaros e a assimilação cultural romana. Os bárbaros tiveram uma certa "receptividade" a ponto de receber pequenas áreas de terra. Com o passar do tempo, seus costumes foram mesclando-se com os costumes romanos.
Uma segunda leva foi mais vagarosa, não teve os mesmos benefícios dos ganhos de terra e teve seu contingente de pessoas aumentado devido à proximidade das terras ocupadas com as fronteiras internas do Império Romano.
Os chamados bárbaros também foram responsáveis por algumas mudanças físicas e culturais da própria Grécia, já que, ao haver algumas "invasões concedidas" pelo próprio comando da Grécia, alguns povos não-gregos foram à cidade, lá estabeleceram estadia e, de lá, promoveram construções importantes e contribuíram de alguma forma com a cultura do local.

## Os bárbaros na Península Ibérica
Na Península Ibérica os bárbaros (principalmente os suevos e os visigodos) absorveram rapidamente a cultura e língua romanas; contudo, como deixaram de existir escolas romanas e os contatos com Roma tornaram-se menos frequentes, o latim passou a evoluir de forma distinta da de Roma. Assim rompeu-se a uniformidade linguística (se é que um dia chegou a existir), e formaram-se línguas diferentes: espanhol, catalão e galaico-português, que depois originou o galego e o português. Acredita-se, em particular, que os suevos sejam responsáveis pela diferenciação linguística dos portugueses e galegos quando comparados com os castelhanos. As línguas germânicas influenciaram particularmente o português em palavras ligadas à vida militar, tal como a palavra "guerra".

## Lista de povos bárbaros

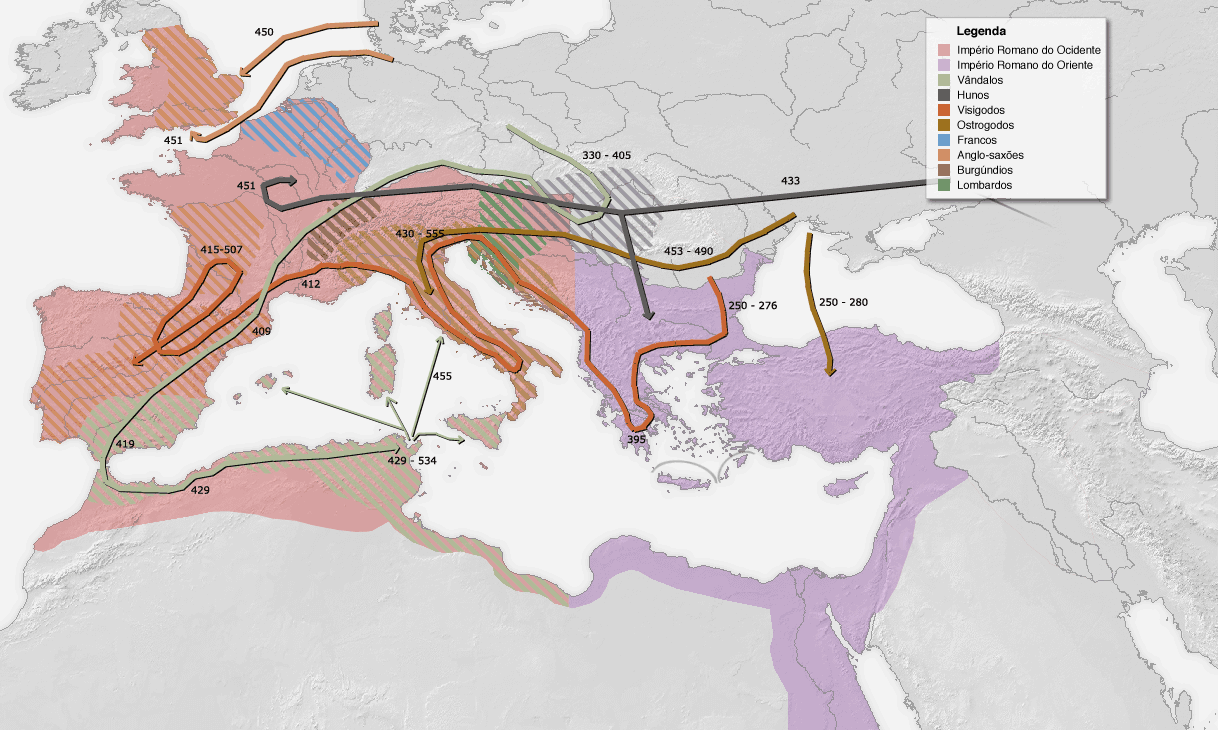
Migrações bárbaras em território romano entre os séculos IV e V

- Alanos
- Anglos
- Alamanos
- Burgúndios
- Francos
- Frísios
- Godos, ostrogodos, visigodos
- Hérulos
- Hunos
- Lombardos
- Rúgios
- Saxões
- Suevos
- Teutões
- Vândalos
- Viquingues